# Mount Hood
Mount Hood az Amerikai Egyesült Államok északnyugati részén, Oregon állam Hood River megyéjében, a 35-ös út mentén, Parkdale-től északkeletre elhelyezkedő statisztikai település. A 2020. évi népszámláláskor 310 lakosa volt. Területe 4,97 km², melynek 100%-a szárazföld.

## Történet
A települést egy Tieman nevű telepes alapította; postahivatalát a közeli Mount-hegyről nevezték el. 1976-ban a nagyobb Parkdale és Mount Hood postái egybeolvadtak; mivel a helyiek ragaszkodtak a névhez, a név Mount Hood Parkdale lett.
Korábban két másik közösséget is Mount Hoodnak hívtak: a Wasco megyei hivatal 1872 és 1878, a Yamhill megyei pedig 1854 és 1862 között működött; azért nevezték őket így, mert területükről kilátás nyílt a hegyre.

## Éghajlat
A térség nyarai melegek (de nem forróak) és szárazak; a havi maximum átlaghőmérséklet 22 °C. A Köppen-skála alapján a város éghajlata meleg nyári mediterrán (Csb-vel jelölve). A legcsapadékosabb a november–január, a legszárazabb pedig a július–augusztus közötti időszak. A legmelegebb hónap július, a leghidegebb pedig december.
| Hónap                         | Jan.  | Feb.  | Már.  | Ápr. | Máj. | Jún. | Júl. | Aug. | Szep. | Okt.  | Nov.  | Dec.  | Év    |
| ----------------------------- | ----- | ----- | ----- | ---- | ---- | ---- | ---- | ---- | ----- | ----- | ----- | ----- | ----- |
| Rekord max. hőmérséklet (°C)  | 18,3  | 18,9  | 25,0  | 28,3 | 36,1 | 37,2 | 38,9 | 38,3 | 35,6  | 30,6  | 20,6  | 16,7  | 38,9  |
| Átlagos max. hőmérséklet (°C) | 6,1   | 8,3   | 12,2  | 15,6 | 19,4 | 22,8 | 27,2 | 27,2 | 23,9  | 17,2  | 9,4   | 4,4   | 16,2  |
| Átlaghőmérséklet (°C)         | 2,0   | 3,1   | 6,1   | 8,7  | 11,9 | 15,0 | 18,3 | 18,1 | 15,0  | 9,7   | 4,7   | 0,8   | 9,5   |
| Átlagos min. hőmérséklet (°C) | −2,2  | −2,2  | 0,0   | 1,7  | 4,4  | 7,2  | 9,4  | 8,9  | 6,1   | 2,2   | 0,0   | −2,8  | 2,8   |
| Rekord min. hőmérséklet (°C)  | −23,3 | −25,0 | −12,2 | −6,1 | −4,4 | −2,2 | 1,1  | 1,1  | −9,4  | −12,2 | −23,3 | −25,0 | −25,0 |
| Átl. csapadékmennyiség (mm)   | 146   | 106   | 78    | 53   | 36   | 28   | 8    | 11   | 24    | 68    | 153   | 157   | 868   |
| Forrás: The Weather Channel   |       |       |       |      |      |      |      |      |       |       |       |       |       |

## Népesség
A 2010-es népszámláláskor a városnak 286 lakója, 104 háztartása és 83 családja volt. A népsűrűség 57,5 fő/km2. A lakóegységek száma 121, sűrűségük 24,3 db/km2. A lakosok 66,8%-a fehér,  0,3%-a indián,  1,4%-a a Csendes-óceáni szigetekről származik, 0,3%-a egyéb, 0,7%-a pedig kettő vagy több etnikumú. A spanyol vagy latino származásúak aránya 30,4% (28,3% mexikói,   2,1% egyéb spanyol vagy latino származású.)
A háztartások 34,6%-ában élt 18 évnél fiatalabb. 62,5% házas, 6,7% egyedülálló nő, 10,6% egyedülálló férfi, 20,2% pedig nem család. 17,3% egyedül élt; 7,7%-uk 65 éves vagy idősebb. Egy háztartásban átlagosan 2,7 személy élt; a családok átlagmérete 2,94 fő.
A medián életkor 39 év volt. A város lakóinak 26,9%-a 18 évesnél fiatalabb, 4,5% 18 és 24 év közötti, 23,4%-uk 25 és 44 év közötti, 29,3%-uk 45 és 64 év közötti, 13,6%-uk pedig 65 éves vagy idősebb. A lakosok 48,6%-a férfi, 51,4%-a pedig nő.

## Fordítás
Ez a szócikk részben vagy egészben  a   Mount Hood, Oregon című angol Wikipédia-szócikk ezen változatának fordításán alapul.  Az eredeti cikk szerkesztőit annak laptörténete sorolja fel. Ez a jelzés csupán a megfogalmazás eredetét és a szerzői jogokat jelzi, nem szolgál a cikkben szereplő információk forrásmegjelöléseként.